# Федеральные округа Российской Федерации
Федера́льные округа́ Российской Федерации — макрорегионы, объединяющие субъекты РФ. Управляются через полномочных представителей президента. Не предусмотрены Конституцией РФ, но в то же время ряд учёных относит округа к числу административно-территориальных единиц.

## История
Федеральные округа России были созданы в соответствии с Указом Президента России В. В. Путина № 849 «О полномочном представителе Президента Российской Федерации в федеральном округе» от 13 мая 2000 года. В момент их учреждения в 2000 году было создано семь федеральных округов.
Первым изменением их количества (увеличением до восьми) и состава стало выделение Северо-Кавказского федерального округа из Южного федерального округа на основании указа президента Д. А. Медведева 19 января 2010 года. Вторым — образование Крымского федерального округа на аннексированных Россией в 2014 году территориях Украины. Третьим — присоединение Крымского округа к Южному округу в 2016 году. После этого произошло единственное изменение состава федеральных округов при сохранении их количества — перевод из Сибирского округа в Дальневосточный округ Республики Бурятия и Забайкальского края в 2018 году, а вскоре после этого произошёл и единственный случай переноса административного центра: в том же Дальневосточном округе из Хабаровска во Владивосток в том же 2018 году. Единственным изменением в названиях округов было переименование исходно Северо-Кавказского округа в Южный 21 июня 2000 года (до последующего выделения из него нового Северо-Кавказского округа).
Наибольшим округом по численности населения, его плотности и количеству субъектов является Центральный округ, по размерам территории — Дальневосточный округ. Наименьшим по территории является Северо-Кавказский округ, по численности и плотности населения — Дальневосточный округ, по количеству субъектов — Уральский округ. Уральский и Центральный округа не имеют среди своих субъектов республик — первый имеет автономные округа в составе одного субъекта-области, а второй вообще представлен исключительно областями и городом федерального значения. В Северо-Кавказском округе нет ни одной области (хотя есть один край), кроме того, данный округ — единственный, в котором не имеют абсолютного большинства населения округа этнические русские, доля которых наивысшая в Центральном округе.
Все округа имеют сухопутные границы с другими государствами. Северо-Западный и Дальневосточный округа имеют в своём составе субъекты, не имеющие сухопутной границы с другими субъектами и основной территорией России. Центральный, Приволжский и Северо-Кавказский округа не имеют выхода к мировому океану (хотя последний выходит на «международное» Каспийское море-озеро). Приволжский округ является крупнейшим по доле промышленного и сельскохозяйственного производства в экономике России; Уральский округ даёт наибольшие налоговые отчисления, формирующие федеральный бюджет.
В 2022 году в Конституцию РФ были включены четыре новых субъекта (см. аннексия территорий Украины), которые по состоянию на начало 2024 года не входили ни в один федеральных округ. 6 июня 2024 года назначенный Россией «губернатор» Запорожской области Евгений Балицкий сообщил, что «в ближайшее время» будет создан федеральный округ, в состав которого войдут все аннексированные территории Украины, включая Крым и Севастополь.

## Правовой статус
Федеральные округа не являются субъектами РФ и вообще не предусмотрены российской Конституцией. В то же время отдельными исследователями высказывается точка зрения, что округа представляют собой административно-территориальные единицы нового типа. Помимо этого, в научной литературе звучало мнение о наличии аналогий между федеральными округами, российскими дореволюционными генерал-губернаторствами и французскими «округами региональных мероприятий» времён Четвёртой республики.
Полномочный представитель Президента Российской Федерации в федеральном округе формально не является руководителем для глав входящих в округ субъектов. Он выступает представителем Президента РФ и координирует работу существующих на уровне округов территориальных органов федеральных органов исполнительной власти. К их числу относятся:
- управления Генеральной прокуратуры РФ;
- округа войск Росгвардии;
- главные управления Банка России;
- региональные таможенные управления ФТС России;
- управления Росрезерва;
- управления Роскомнадзора;
- департаменты Росприроднадзора.

## Административные центры
В округах определены административные центры — города, в которых размещаются их руководяще-координирующие органы в виде полномочного представителя президента, его аппарата и управлений федеральных ведомств.
Первоначально административным центром каждого из федеральных округов служил крупнейший его город. При создании в 2010 году Северо-Кавказского федерального округа это правило было нарушено: его административным центром был назначен Пятигорск, который меньше целого ряда других городов этого федерального округа. Аналогичным образом и при создании в 2014 году Крымского федерального округа (упразднённого в 2016 году) его административным центром был назначен Симферополь, занимавший в округе второе место по численности населения после Севастополя. В 2018 году вскоре после переноса двух субъектов Федерации из Сибирского округа в Дальневосточный округ административный центр последнего был перенесён из крупнейшего в нём Хабаровска во второй по численности населения Владивосток. В 2020 году в Приволжском округе его административный центр Нижний Новгород уступил первое место по численности населения Казани, а в 2025 году в Южном округе Ростов-на-Дону уступил первое место по количеству жителей Краснодару. В итоге в настоящее время административным центром федерального округа служит его крупнейший город только в четырёх округах из восьми.
В двух федеральных округах их административные центры (которые одновременно являются и их крупнейшим городом) сами по себе являются субъектами Федерации (городами федерального значения: Санкт-Петербург в Северо-Западном округе, Москва — в Центральном), в то время как в Южном округе город, который также представляет собой отдельный субъект Федерации — город федерального значения (Севастополь), не является его крупнейшим городом и административным центром.

## Список округов
| |                   |            |               |                          |                         |                  |                 |                 |                              |                         |                                               |
| \| № \| Название ФО \| Сокр. \| Площадь (км²) [11][12] \| Население (чел.) 2025 г.[13] \| Плотн. насел. (чел/км²) \| Кол-во суб-ов РФ \| Админ. центр \| Крупн. город \| Естеств. прирост (‰) 2022 г.[14] \| ВРП (млрд руб.) 2021 г.[15] \| ВРП на душу населения (тыс.руб./чел.) 2021 г.[16] \| \| - \| ----------------- \| -------------- \| ---------------------- \| ---------------------------- \| ----------------------- \| ---------------- \| --------------- \| --------------- \| -------------------------------- \| --------------------------- \| ------------------------------------------------- \| \| 1 \| Центральный \| ЦФО \| 650 205 \| 40 298 690 \| 61,98 \| 18 \| Москва \| Москва \| −4,9 \| 41 685 \| 1064,0 \| \| 2 \| Северо-Западный \| СЗФО \| 1 686 972 \| 13 876 648 \| 8,23 \| 11 \| Санкт-Петербург \| Санкт-Петербург \| −5,3 \| 16 612 \| 1193,3 \| \| 3 \| Южный \| ЮФО \| 447 821 \| 16 589 069 \| 37,04 \| 6 \| Ростов-на-Дону \| Краснодар \| −5,3 \| 7952 \| 483,1 \| \| 4 \| Северо-Кавказский \| СКФО \| 170 439 \| 10 310 935 \| 60,50 \| 7 \| Пятигорск \| Махачкала \| 4,9 \| 2696 \| 270,0 \| \| 5 \| Приволжский \| ПФО \| 1 036 975 \| 28 408 677 \| 27,40 \| 14 \| Нижний Новгород \| Казань \| −5,4 \| 16 878 \| 582,9 \| \| 6 \| Уральский \| УрФО \| 1 818 497 \| 12 282 737 \| 6,75 \| 6 \| Екатеринбург \| Екатеринбург \| −2,3 \| 16 699 \| 1356,3 \| \| 7 \| Сибирский \| СФО \| 4 361 727 \| 16 492 894 \| 3,78 \| 10 \| Новосибирск \| Новосибирск \| −4,8 \| 11 287 \| 666,0 \| \| 8 \| Дальневосточный \| ДФО / ДВФО[17] \| 6 952 555 \| 7 860 278 \| 1,13 \| 11 \| Владивосток \| Хабаровск \| −3,2 \| 7374 \| 909,4 \| \| \| Россия \| РФ \| 17 125 191 \| 146 119 928 \| 8,53 \| 83 \| Москва \| Москва \| −4,0 \| 121 183 \| 830,8 \| |                   |            |               |                          |                         |                  |                 |                 |                              |                         |                                               |
| № | Название ФО       | Сокр.      | Площадь (км²) | Население (чел.) 2025 г. | Плотн. насел. (чел/км²) | Кол-во суб-ов РФ | Админ. центр    | Крупн. город    | Естеств. прирост (‰) 2022 г. | ВРП (млрд руб.) 2021 г. | ВРП на душу населения (тыс.руб./чел.) 2021 г. |
| 1 | Центральный       | ЦФО        | 650 205       | 40 298 690               | 61,98                   | 18               | Москва          | Москва          | −4,9                         | 41 685                  | 1064,0                                        |
| 2 | Северо-Западный   | СЗФО       | 1 686 972     | 13 876 648               | 8,23                    | 11               | Санкт-Петербург | Санкт-Петербург | −5,3                         | 16 612                  | 1193,3                                        |
| 3 | Южный             | ЮФО        | 447 821       | 16 589 069               | 37,04                   | 6                | Ростов-на-Дону  | Краснодар       | −5,3                         | 7952                    | 483,1                                         |
| 4 | Северо-Кавказский | СКФО       | 170 439       | 10 310 935               | 60,50                   | 7                | Пятигорск       | Махачкала       | 4,9                          | 2696                    | 270,0                                         |
| 5 | Приволжский       | ПФО        | 1 036 975     | 28 408 677               | 27,40                   | 14               | Нижний Новгород | Казань          | −5,4                         | 16 878                  | 582,9                                         |
| 6 | Уральский         | УрФО       | 1 818 497     | 12 282 737               | 6,75                    | 6                | Екатеринбург    | Екатеринбург    | −2,3                         | 16 699                  | 1356,3                                        |
| 7 | Сибирский         | СФО        | 4 361 727     | 16 492 894               | 3,78                    | 10               | Новосибирск     | Новосибирск     | −4,8                         | 11 287                  | 666,0                                         |
| 8 | Дальневосточный   | ДФО / ДВФО | 6 952 555     | 7 860 278                | 1,13                    | 11               | Владивосток     | Хабаровск       | −3,2                         | 7374                    | 909,4                                         |
| | Россия            | РФ         | 17 125 191    | 146 119 928              | 8,53                    | 83               | Москва          | Москва          | −4,0                         | 121 183                 | 830,8                                         |

| Административный центр и крупнейший город — Москва. В округе отсутствуют республики и края. - Белгородская область - Брянская область - Владимирская область - Воронежская область - Ивановская область - Калужская область - Костромская область - Курская область - Липецкая область - Московская область - Орловская область - Рязанская область - Смоленская область - Тамбовская область - Тверская область - Тульская область - Ярославская область - Город федерального значения Москва Административный центр и крупнейший город — Санкт-Петербург. В округе отсутствуют края, но имеется автономный округ. - Республика Карелия - Республика Коми - Архангельская область - Вологодская область - Калининградская область - Ленинградская область - Мурманская область - Новгородская область - Псковская область - Город федерального значения Санкт-Петербург - Ненецкий автономный округ Административный центр — Ростов-на-Дону, крупнейший город — Краснодар. В округе имеются республики, области, край и город федерального значения. - Республика Адыгея - Республика Калмыкия - Республика Крым - Краснодарский край - Астраханская область - Волгоградская область - Ростовская область - Город федерального значения Севастополь Административный центр — Пятигорск, крупнейший город — Махачкала. Единственный округ, в котором отсутствуют области. - Республика Дагестан - Республика Ингушетия - Кабардино-Балкарская Республика - Карачаево-Черкесская Республика - Республика Северная Осетия — Алания - Чеченская Республика - Ставропольский край | Административный центр — Нижний Новгород, крупнейший город — Казань. В округе имеются республики, области и край. - Республика Башкортостан - Республика Марий Эл - Республика Мордовия - Республика Татарстан - Удмуртская Республика - Чувашская Республика - Пермский край - Кировская область - Нижегородская область - Оренбургская область - Пензенская область - Самарская область - Саратовская область - Ульяновская область Административный центр и крупнейший город — Екатеринбург. В округе отсутствуют республики и края, но имеются автономные округа. - Курганская область - Свердловская область - Тюменская область - Челябинская область - Ханты-Мансийский автономный округ — Югра - Ямало-Ненецкий автономный округ Административный центр и крупнейший город — Новосибирск. В округе имеются республики, края и области. - Республика Алтай - Республика Тыва - Республика Хакасия - Алтайский край - Красноярский край - Иркутская область - Кемеровская область — Кузбасс - Новосибирская область - Омская область - Томская область Административный центр — Владивосток, крупнейший город — Хабаровск. Имеется единственная в России автономная область — Еврейская автономная область. В округ входит Чукотский автономный округ. - Республика Бурятия (с 3 ноября 2018) - Республика Саха (Якутия) - Забайкальский край (с 3 ноября 2018) - Камчатский край - Приморский край - Хабаровский край - Амурская область - Магаданская область - Сахалинская область - Еврейская автономная область - Чукотский автономный округ |

## Модернизация банкнот Банка России по региональному принципу
В 2021 году Банк России объявил о новой концепции в дизайне российских банкнот, согласно которой в оформлении модернизированных банкнот используется символика федеральных округов по принципу: «один номинал — один федеральный округ».